# Antonia den Yngre
Antonia den Yngre (31. januar 36 f.Kr. – 1. maj 37 e.Kr.) var den yngste af to overlevende døtre født i ægteskabet mellem Marcus Antonius og Octavia den Yngre. Hun var niece til kejser Augustus, svigerinde til kejser Tiberius, farmor til kejser Caligula og kejserinde Agrippina den Yngre, mor til kejser Claudius og oldemor til kejser Nero. Hun overlevede sin mand Drusus, sin ældste søn, sin datter og flere af sine børnebørn.

## Biografi

### Fødsel og tidlige liv
Hun blev født i Athen, og blev efter 36 f.Kr. ført til Rom af sin mor med sine søskende. Hun var den yngste af fem. Hendes mor havde tre børn, kaldet Claudia Marcella den Ældre, Claudia Marcella den Yngre og Marcus Claudius Marcellus, fra sit første ægteskab og en anden datter, ved navn Antonia den Ældre, med samme far (Marcus Antonius). Antonia kom aldrig til at kende sin far. Marcus Antonius blev skilt fra hendes mor i 32 f.Kr. og begik selvmord i 30 f.Kr.
Hun blev opdraget af sin mor, sin onkel og sin tante, Livia Drusilla. Efter at have arvet ejendomme i Italien, Grækenland og Egypten var hun en velhavende og indflydelsesrig kvinde, som ofte modtog besøgende i Rom. Hun havde mange mandlige venner, herunder Lucius Vitellius, en konsul og far til Aulus Vitellius, den senere kejser.

### Ægteskab og familie
I 16 f.Kr. blev hun gift med den romerske general og senere konsul (9 f.Kr.) Nero Claudius Drusus. Drusus var hendes onkel Augustus' stedsøn, anden søn af Livia Drusilla, og bror til den senere kejser Tiberius. De fik mange børn, men kun tre overlevede barndommen: Den berømte general Germanicus, Livilla og den romerske kejser Claudius.
Drusus døde i juni 9 f.Kr. i Tyskland på grund af komplikationer efter et fald fra en hest. Efter hans død, på trods af pres fra sin onkel til at gifte sig igen, gjorde hun det aldrig.
Antonia opfostrede sine børn i Rom. Tiberius adopterede Germanicus i 4 e.Kr. Germanicus døde i 19 e.Kr., angiveligt forgiftet af Gnaeus Calpurnius Piso og Munatia Plancina. Tacitus hentyder, men siger ikke det ikke direkte i Annaler 3.3, at Antonia efter ordre fra Tiberius og Livia Drusilla fik forbud mod at deltage i hans begravelse. Da Livia Drusilla døde i juni 29 e.Kr., tog Antonia sig af sine yngre børnebørn Caligula, Agrippina den Yngre, Julia Drusilla, Julia Livilla og senere Claudia Antonia. 

### Konflikt med Livilla
I år 31 e.Kr. blev en sammensværgelse, udtænkt af hendes datter Livilla og Tiberius' berygtede prætorianerpræfekt, Sejanus, som gik ud på at myrde kejser Tiberius og Caligula og tage tronen til ham selv, afsløret af Apicata, den Sejanus' frastødte ekshustru. Livilla havde angiveligt forgivet sin mand, Tiberius' søn, Drusus Julius Caesar (kaldet "Castor") i 23 e.Kr. for at fjerne ham som en rival.
Sejanus blev henrettet inden Livilla blev impliceret i forbrydelsen. Efter Apicatas anklager, som kom i form af et brev til kejseren, blev flere medsammensvorne henrettet, mens Livilla blev udleveret til sin formidable mor, som vil sørge for en passende straf. Cassius Dio beretter, at Antonia spærrede Livilla inde på hendes værelse, indtil hun var død sultet ihjel.

### Død under Caligula
Da Tiberius døde, blev Caligula kejser i marts 37 e.Kr. Caligula tildelte hende gennem et senatorisk dekret al den hæder, som Livia Drusilla havde modtaget i sin levetid. Hun blev også tilbudt titlen Augusta, som tidligere kun var givet til Augustus' hustru Livia, men afviste den.
Antonia døde den 1. maj 37. Sveton og Cassius Dio hævder, at hun blev drevet til selvmord af Caligula.
Da Claudius blev kejser efter mordet på hans nevø i 41 e.Kr., gav han sin mor titlen Augusta. Hendes fødselsdag blev en helligdag, hvor der blev holdt årlige lege og givet offentlige ofre.

## Skildringer i kulturen
Hun huskes i De Mulieribus Claris, en samling af biografier om historiske og mytologiske kvinder af den florentinske forfatter Giovanni Boccaccio, skrevet i 1361-62. Den er bemærkelsesværdig som den første samling af biografier udelukkende viet kvinder i vestlig litteratur. Antonia er en af hovedpersonerne i romanen Jeg, Claudius. I tv-dramatiseringen af bogen er hun portrætteret af Margaret Tyzack. Hun er en loyal hustru, der er dybt forelsket i sin mand Nero Claudius Drusus. Hun er dog ukærlig over for sin søn Claudius, som hun betragter som et fjols. Efter at have fundet beviser for, at Livilla myrdede sin mand Drusus Julius Cæsar og med rette troede, at hun også forgiftede sin datter af samme grund, dræber hun Livilla ved at låse hende inde på hendes værelse, indtil hun sulter ihjel. Under Caligulas regeringstid er hun så væmmet af tilstandene i Rom, at hun begår selvmord.
Hun er en hovedperson i romanen af Lindsey Davis, The Course of Honor (1997), hvor hun vejleder og rådgiver Claudius og hans støtter.
I det historiske ITV-drama The Caesars fra 1968 blev Antonia indirekte nævnt af Tiberius (spillet af André Morell), som bemærker, at Germanicus var en blodslægtning til Augustus på sin mors [Antonia] side.
Colleen Dewhurst portrætterede Antonia over for Susan Sarandon som Livilla i miniserien AD fra 1985
Isabelle Connolly (voksen) og Beau Gadsdon (barn) portrætterede Antonia i den britisk-italienske historiske drama-tv-serie Domina (2021).

### Primære
- Plutarch - Marcus Antonius' liv
- Sveton - Caligula (Gaius) & Claudius
- Tacitus - Annaler
- Valerius Maximus, Factorum et dictorum memorabilium libri iv.3.3

### Sekundære
- E. Groag, A. Stein, L. Petersen - e.a. (edd.), Prosopographia Imperii Romani saeculi I, II et III, Berlin, 1933 - . (PIR2)

- https://web.archive.org/web/20221221143437/roman-emperors.org/antoniaden Yngre.htm